# Schriever
Schriever település az Amerikai Egyesült Államok Louisiana államában, Terrebonne megyében. Lakosainak száma 6711 fő (2020. április 1.).

## Népesség
A település népességének változása:

| 2010 | 6 853 |
| 2020 | 6 711 |